# Bernay (quận)
Quận Bernay là một quận của Pháp, nằm ở tỉnh Eure, trong vùng Normandie. Quận này có 15 tổng và 239 xã.

## Các đơn vị hành chính

### Các tổng
Các tổng của quận Bernay là: 
1. Beaumesnil
2. Beaumont-le-Roger
3. Bernay-Est
4. Bernay-Ouest
5. Beuzeville
6. Bourgtheroulde-Infreville
7. Brionne
8. Broglie
9. Cormeilles
10. Montfort-sur-Risle
11. Pont-Audemer
12. Quillebeuf-sur-Seine
13. Routot
14. Saint-Georges-du-Vièvre
15. Thiberville

### Các xã
Các xã của quận Bernay, và mã INSEE là: 
| 1. Aclou (27001)                        | 2. Aizier (27006)                          | 3. Ajou (27007)                            | 4. Appeville-Annebault (27018)          |
| 5. Asnières (27021)                     | 6. Authou (27028)                          | 7. Bailleul-la-Vallée (27035)              | 8. Barc (27037)                         |
| 9. Barneville-sur-Seine (27039)         | 10. Barquet (27040)                        | 11. Barville (27042)                       | 12. Bazoques (27046)                    |
| 13. Beaumesnil (27049)                  | 14. Beaumont-le-Roger (27051)              | 15. Beaumontel (27050)                     | 16. Bernay (27056)                      |
| 17. Berthouville (27061)                | 18. Berville-en-Roumois (27062)            | 19. Berville-la-Campagne (27063)           | 20. Berville-sur-Mer (27064)            |
| 21. Beuzeville (27065)                  | 22. Boisney (27074)                        | 23. Boissey-le-Châtel (27077)              | 24. Boissy-Lamberville (27079)          |
| 25. Bonneville-Aptot (27083)            | 26. Bosc-Bénard-Commin (27084)             | 27. Bosc-Bénard-Crescy (27085)             | 28. Bosc-Renoult-en-Ouche (27088)       |
| 29. Bosc-Renoult-en-Roumois (27089)     | 30. Bosgouet (27091)                       | 31. Bosguérard-de-Marcouville (27092)      | 32. Bosnormand (27093)                  |
| 33. Bosrobert (27095)                   | 34. Boulleville (27100)                    | 35. Bouquelon (27101)                      | 36. Bouquetot (27102)                   |
| 37. Bourg-Achard (27103)                | 38. Bourgtheroulde-Infreville (27105)      | 39. Bournainville-Faverolles (27106)       | 40. Bourneville (27107)                 |
| 41. Bray (27109)                        | 42. Brestot (27110)                        | 43. Brionne (27116)                        | 44. Broglie (27117)                     |
| 45. Brétigny (27113)                    | 46. Calleville (27125)                     | 47. Campigny (27126)                       | 48. Caorches-Saint-Nicolas (27129)      |
| 49. Capelle-les-Grands (27130)          | 50. Carsix (27131)                         | 51. Caumont (27133)                        | 52. Cauverville-en-Roumois (27134)      |
| 53. Chamblac (27138)                    | 54. Colletot (27163)                       | 55. Combon (27164)                         | 56. Condé-sur-Risle (27167)             |
| 57. Conteville (27169)                  | 58. Cormeilles (27170)                     | 59. Corneville-la-Fouquetière (27173)      | 60. Corneville-sur-Risle (27174)        |
| 61. Courbépine (27179)                  | 62. Drucourt (27207)                       | 63. Duranville (27208)                     | 64. Fatouville-Grestain (27233)         |
| 65. Ferrières-Saint-Hilaire (27239)     | 66. Fiquefleur-Équainville (27243)         | 67. Flancourt-Catelon (27244)              | 68. Folleville (27248)                  |
| 69. Fontaine-l'Abbé (27251)             | 70. Fontaine-la-Louvet (27252)             | 71. Fontaine-la-Soret (27253)              | 72. Fort-Moville (27258)                |
| 73. Foulbec (27260)                     | 74. Fourmetot (27263)                      | 75. Franqueville (27266)                   | 76. Freneuse-sur-Risle (27267)          |
| 77. Fresne-Cauverville (27269)          | 78. Gisay-la-Coudre (27283)                | 79. Giverville (27286)                     | 80. Glos-sur-Risle (27288)              |
| 81. Goupillières (27290)                | 82. Gouttières (27292)                     | 83. Grand-Camp (27295)                     | 84. Grandchain (27296)                  |
| 85. Grosley-sur-Risle (27300)           | 86. Harcourt (27311)                       | 87. Hauville (27316)                       | 88. Hecmanville (27325)                 |
| 89. Heudreville-en-Lieuvin (27334)      | 90. Honguemare-Guenouville (27340)         | 91. Illeville-sur-Montfort (27349)         | 92. Jonquerets-de-Livet (27356)         |
| 93. La Barre-en-Ouche (27041)           | 94. La Chapelle-Bayvel (27146)             | 95. La Chapelle-Gauthier (27148)           | 96. La Chapelle-Hareng (27149)          |
| 97. La Goulafrière (27289)              | 98. La Haye-Aubrée (27317)                 | 99. La Haye-de-Calleville (27318)          | 100. La Haye-de-Routot (27319)          |
| 101. La Houssaye (27345)                | 102. La Lande-Saint-Léger (27361)          | 103. La Neuville-du-Bosc (27432)           | 104. La Noë-Poulain (27435)             |
| 105. La Poterie-Mathieu (27475)         | 106. La Roussière (27499)                  | 107. La Trinité-de-Réville (27660)         | 108. La Trinité-de-Thouberville (27661) |
| 109. Landepéreuse (27362)               | 110. Launay (27364)                        | 111. Le Bec-Hellouin (27052)               | 112. Le Bois-Hellain (27071)            |
| 113. Le Bosc-Roger-en-Roumois (27090)   | 114. Le Favril (27237)                     | 115. Le Landin (27363)                     | 116. Le Noyer-en-Ouche (27444)          |
| 117. Le Planquay (27462)                | 118. Le Plessis-Sainte-Opportune (27466)   | 119. Le Theil-Nolent (27627)               | 120. Le Tilleul-Othon (27642)           |
| 121. Le Torpt (27646)                   | 122. Les Places (27459)                    | 123. Les Préaux (27476)                    | 124. Lieurey (27367)                    |
| 125. Livet-sur-Authou (27371)           | 126. Malleville-sur-le-Bec (27380)         | 127. Malouy (27381)                        | 128. Manneville-la-Raoult (27384)       |
| 129. Manneville-sur-Risle (27385)       | 130. Marais-Vernier (27388)                | 131. Martainville (27393)                  | 132. Menneval (27398)                   |
| 133. Mesnil-Rousset (27404)             | 134. Montfort-sur-Risle (27413)            | 135. Montreuil-l'Argillé (27414)           | 136. Morainville-Jouveaux (27415)       |
| 137. Morsan (27418)                     | 138. Mélicourt (27395)                     | 139. Nassandres (27425)                    | 140. Neuville-sur-Authou (27433)        |
| 141. Noards (27434)                     | 142. Notre-Dame-d'Épine (27441)            | 143. Notre-Dame-du-Hamel (27442)           | 144. Perriers-la-Campagne (27452)       |
| 145. Piencourt (27455)                  | 146. Plainville (27460)                    | 147. Plasnes (27463)                       | 148. Pont-Audemer (27467)               |
| 149. Pont-Authou (27468)                | 150. Quillebeuf-sur-Seine (27485)          | 151. Romilly-la-Puthenaye (27492)          | 152. Rouge-Perriers (27498)             |
| 153. Rougemontiers (27497)              | 154. Routot (27500)                        | 155. Saint-Agnan-de-Cernières (27505)      | 156. Saint-Aubin-de-Scellon (27512)     |
| 157. Saint-Aubin-des-Hayes (27513)      | 158. Saint-Aubin-du-Thenney (27514)        | 159. Saint-Aubin-le-Guichard (27515)       | 160. Saint-Aubin-le-Vertueux (27516)    |
| 161. Saint-Aubin-sur-Quillebeuf (27518) | 162. Saint-Benoît-des-Ombres (27520)       | 163. Saint-Christophe-sur-Condé (27522)    | 164. Saint-Clair-d'Arcey (27523)        |
| 165. Saint-Cyr-de-Salerne (27527)       | 166. Saint-Denis-d'Augerons (27530)        | 167. Saint-Denis-des-Monts (27531)         | 168. Saint-Georges-du-Mesnil (27541)    |
| 169. Saint-Georges-du-Vièvre (27542)    | 170. Saint-Germain-Village (27549)         | 171. Saint-Germain-la-Campagne (27547)     | 172. Saint-Grégoire-du-Vièvre (27550)   |
| 173. Saint-Jean-de-la-Léqueraye (27551) | 174. Saint-Jean-du-Thenney (27552)         | 175. Saint-Laurent-du-Tencement (27556)    | 176. Saint-Léger-de-Rôtes (27557)       |
| 177. Saint-Léger-du-Gennetey (27558)    | 178. Saint-Maclou (27561)                  | 179. Saint-Mards-de-Blacarville (27563)    | 180. Saint-Mards-de-Fresne (27564)      |
| 181. Saint-Martin-Saint-Firmin (27571)  | 182. Saint-Martin-du-Tilleul (27569)       | 183. Saint-Ouen-de-Thouberville (27580)    | 184. Saint-Ouen-des-Champs (27581)      |
| 185. Saint-Ouen-du-Tilleul (27582)      | 186. Saint-Paul-de-Fourques (27584)        | 187. Saint-Philbert-sur-Boissey (27586)    | 188. Saint-Philbert-sur-Risle (27587)   |
| 189. Saint-Pierre-de-Cernières (27590)  | 190. Saint-Pierre-de-Cormeilles (27591)    | 191. Saint-Pierre-de-Salerne (27592)       | 192. Saint-Pierre-des-Ifs (27594)       |
| 193. Saint-Pierre-du-Mesnil (27596)     | 194. Saint-Pierre-du-Val (27597)           | 195. Saint-Quentin-des-Isles (27600)       | 196. Saint-Samson-de-la-Roque (27601)   |
| 197. Saint-Siméon (27603)               | 198. Saint-Sulpice-de-Grimbouville (27604) | 199. Saint-Sylvestre-de-Cormeilles (27605) | 200. Saint-Symphorien (27606)           |
| 201. Saint-Thurien (27607)              | 202. Saint-Victor-d'Épine (27609)          | 203. Saint-Victor-de-Chrétienville (27608) | 204. Saint-Vincent-du-Boulay (27613)    |
| 205. Saint-Éloi-de-Fourques (27536)     | 206. Saint-Étienne-l'Allier (27538)        | 207. Sainte-Croix-sur-Aizier (27526)       | 208. Sainte-Marguerite-en-Ouche (27566) |
| 209. Sainte-Opportune-du-Bosc (27576)   | 210. Sainte-Opportune-la-Mare (27577)      | 211. Selles (27620)                        | 212. Serquigny (27622)                  |
| 213. Theillement (27626)                | 214. Thevray (27628)                       | 215. Thiberville (27629)                   | 216. Thibouville (27630)                |
| 217. Thierville (27631)                 | 218. Thuit-Hébert (27637)                  | 219. Tilleul-Dame-Agnès (27640)            | 220. Tocqueville (27645)                |
| 221. Tourville-sur-Pont-Audemer (27655) | 222. Toutainville (27656)                  | 223. Touville (27657)                      | 224. Triqueville (27662)                |
| 225. Trouville-la-Haule (27665)         | 226. Valailles (27667)                     | 227. Valletot (27669)                      | 228. Vannecrocq (27671)                 |
| 229. Verneusses (27680)                 | 230. Vieux-Port (27686)                    | 231. Voiscreville (27699)                  | 232. Écaquelon (27209)                  |
| 233. Écardenville-la-Campagne (27210)   | 234. Épaignes (27218)                      | 235. Épinay (27221)                        | 236. Épreville-en-Lieuvin (27222)       |
| 237. Épreville-en-Roumois (27223)       | 238. Étréville (27227)                     | 239. Éturqueraye (27228)                   |                                         |